# Satchelliella malickyi
Satchelliella malickyi är en tvåvingeart som beskrevs av Vaillant 1981. Satchelliella malickyi ingår i släktet Satchelliella och familjen fjärilsmyggor. Inga underarter finns listade i Catalogue of Life.